# Neville Arthur Irwin French
Neville Arthur Irwin French (* 28. April 1920; † 21. April 1996) war ein britischer Diplomat und Kolonialbeamter, der zwischen 1975 und 1977 Gouverneur der Falklandinseln war.

## Leben
French wurde zum 7. Februar 1966 als Beamter in den diplomatischen Dienst (HM Foreign Service) übernommen. Er wurde am 9. November 1968 zum Mitglied des Royal Victorian Order (MVO) berufen.
Am 28. Januar 1975 wurde er als Nachfolger von Ernest Gordon Lewis zum  Gouverneur der Falklandinseln und Oberkommandierenden der dort stationierten britischen Truppen ernannt sowie zugleich auch zum Hohen Kommissar des Britischen Antarktis-Territoriums ernannt. Zum 1. Januar 1976 wurde er Companion des Order of St. Michael and St. George (CMG) ernannt.